# À Boca da Travessa
À Boca da Travessa é uma localidade da freguesia Terra Chã, concelho de Angra do Heroísmo, ilha Terceira, arquipélago dos Açores.
Local habitado desde longos séculos faz extremo com o local denominado Travessa e com o local denominado Canada da Cruz Dourada, que estabelece umas das ligações da freguesia de São Mateus da Calheta, localidade costeira.